# MediaLab Uniovi
MediaLab Uniovi, cuyo nombre oficial es Cátedra Milla del Conocimiento: MediaLab, es un laboratorio universitario de tecnología y diseño que surge en 2018 de la colaboración entre el Ayuntamiento de Gijón, Gijón Impulsa y la Universidad de Oviedo. Su sede se encuentra en la Escuela Politécnica de Ingeniería de Gijón y tiene como objetivo principal acercar las nuevas tecnologías y metodologías de creación de proyectos a las personas.

## Historia

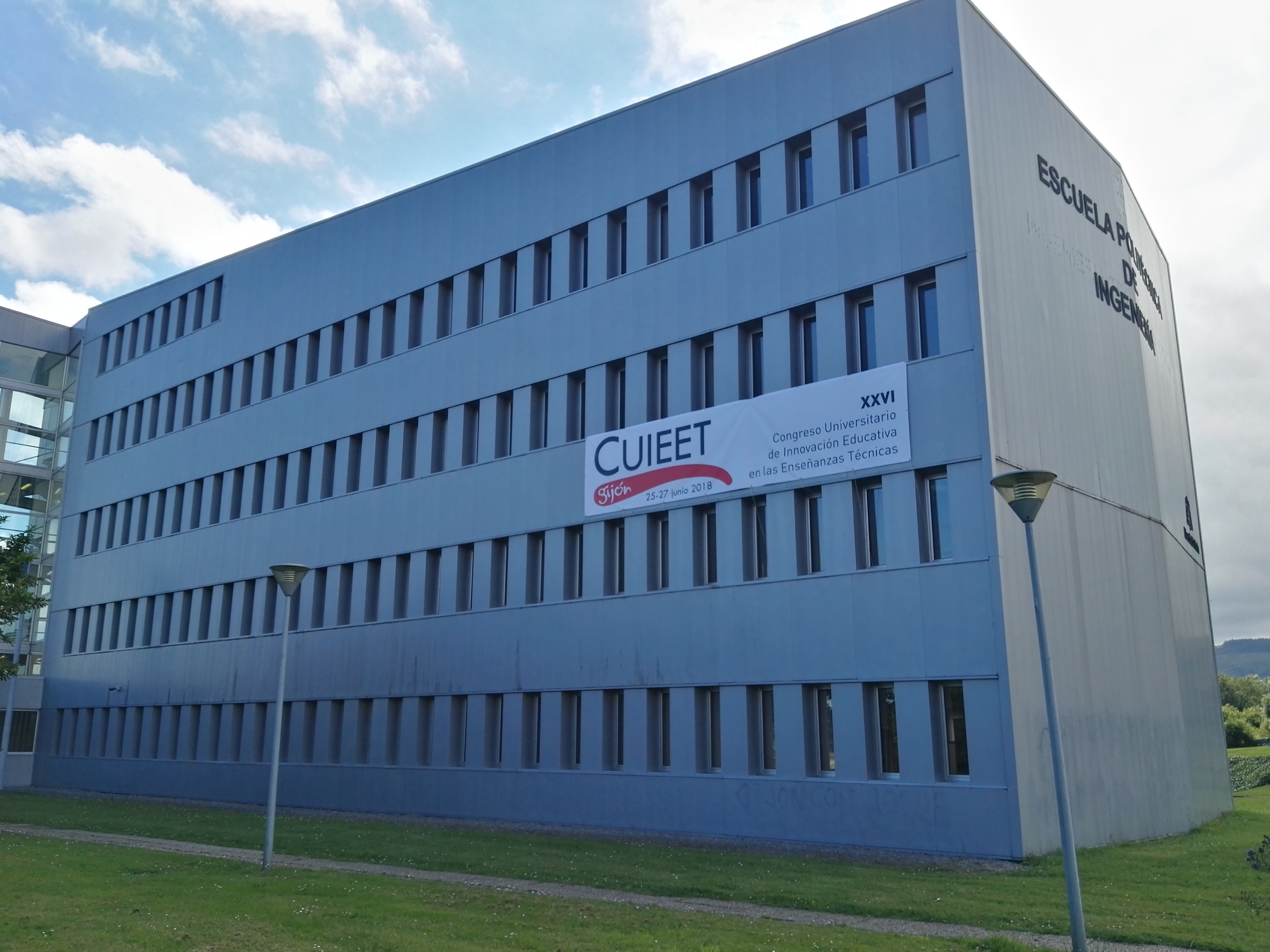
Sede de MediaLab en la Escuela Politécnica de Ingeniería

La idea surgió a raíz de la concesión del Premio Princesa de Asturias a Hugh Herr en 2016 de la mano del profesor de la Universidad de Oviedo Ramón Rubio y la profesora Marián García, y del premio Generación 2017 a la innovación educativa obtenido por el proyecto BeeADoer donde colaboran junto a Mariel Díaz y Raquel Gallego.  
El equipo comenzó su andadura a mediados de mayo de 2018 con la gestión interna y la preparación de la cátedra y acto seguido con los eventos, cursos y talleres. El 21 de diciembre del mismo año se inauguró el espacio MediaLab con presencia del rector de la universidad y otras autoridades.
En febrero de 2023, para celebrar su quinto aniversario, MediaLab organizó el I Premio Impacto Positivo de la Universidad de Oviedo, para premiar al estudiante no sólo por sus calificaciones, sino por su participación universitaria y su compromiso social .

## Líneas de trabajo

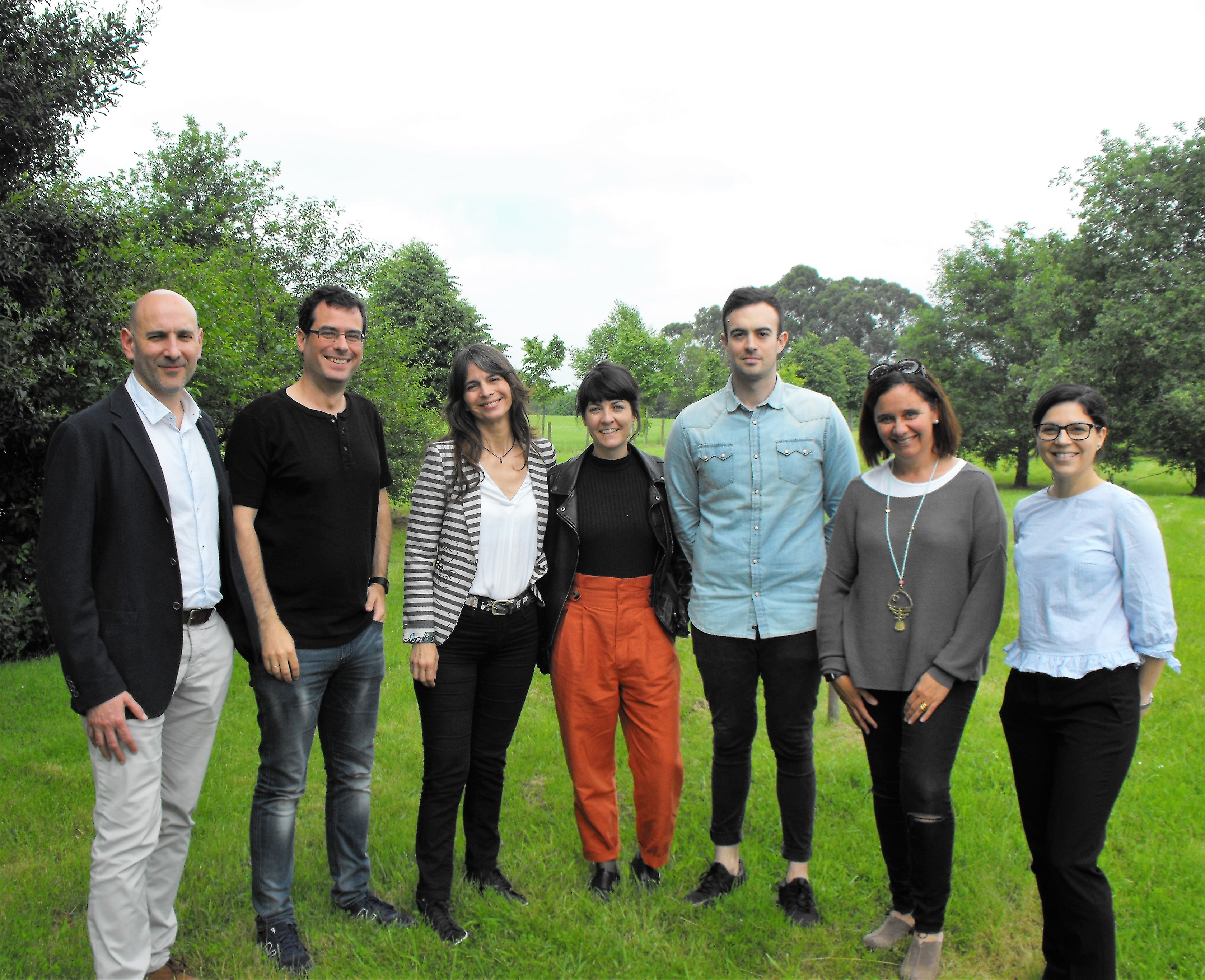
Primeros profesores responsables de MediaLab

Las líneas de trabajo buscan dar valor a los proyectos para que tengan una aplicación práctica en el mercado y la sociedad así como la creación de empresas o start-ups y/o la realización de publicaciones. Cada línea de trabajo tiene un profesor de la Universidad de Oviedo como responsable y, a su vez, cada una de las líneas consta de proyectos más específicos donde los estudiantes pueden llevar a cabo su TFG, TFM o Tesis doctoral.

## Actividad
MediaLab lleva a cabo su actividad tanto en el marco universitario como en el empresarial y en la ciudadanía. Su actividad es principalmente la difusión de conocimiento (nuevas tecnologías) a través de formación tanto en este ámbito como en disciplinas transversales como la comunicación, el Design Thinking y el trabajo en equipo.
También lleva a cabo actividades en centros educativos, principalmente en colegios y Centros Municipales Integrados de Gijón. En MediaLab se han llevado a cabo eventos, charlas, cursos y talleres como El Abc de la impresión 3D, Escultura 4.0, Imprimiendo el futuro, SuperGiz, Editatón MediaLab, además de participar en el congreso CUIEET, Noche de los Investigadores y Semana de la Ciencia.

## Reconocimientos
- 2018: Premio a la Mejor Cátedra de la Universidad de Oviedo de 2018.[11]

- 2020: La Fundación COTEC reconoce a MediaLab como ejemplo en innovación abierta universitaria.[cita requerida]

- 2021: Segundo premio de los Enlighted Awards en la categoría Educación.[12]

- 2022: Varios proyectos de MediaLab obtienen premios en la convocatoria de premios TalentUO-Santander.[13]

- 2023: La revista Actualidad Económica reconoce CuboLab como una de las 100 mejores ideas del año.[cita requerida]
- 2024: Premio Bizintek con el proyecto Boya LoRa.
- 2024: Premio AEDIVE al proyecto universitario más innovador en el ámbito de la movilidad eléctrica.